# Премия имени Аполлона Григорьева
Премия имени Аполлона Григорьева — российская литературная премия. Учреждена в 1997 году Академией русской современной словесности как «профессиональная экспертная премия за лучшее произведение года во всех жанрах, кроме критики, литературоведения и культурологии». 

## Процедура присуждения
Спонсорами премии были ОНЭКСИМбанк (1997), Росбанк (1998–2002). Номинаторами выступали все члены Академии. По жеребьёвке выбиралось жюри из пяти человек и так же, по жеребьёвке, его председатель, обладающий равными с остальными правами и обязанный организовывать работу жюри (отработавшие в составе жюри из последующих жеребьёвок исключаются до тех пор, пока все члены Академии не исполнят судейских обязанностей). Жюри определяло, по обычаю, к Татьяниному дню, имена трёх лауреатов, а затем, на Масленицу, объявляло лауреата главной премии. Денежное обеспечение главной премии составляло 25 000 долларов; другим лауреатам вручались ноутбуки и принтеры на сумму 2500 долларов каждому.
В 2001–2002 годах критику или критикам, номинировавшим произведение, удостоенное главной премии, вручалось вознаграждение в 1000 долларов; также присуждался грант молодому писателю на сумму 2500 долларов.
В 2003–2004 годах в связи с потерей спонсора премии вручались без денежного обеспечения. С 2005 года премия не присуждается.

## Лауреаты

### 1997
Финалисты:
- Иван Жданов, книга стихов «Фоторобот запретного мира» — большая премия.
- Ирина Поволоцкая, цикл рассказов «Разновразие» — малая премия.
- Виталий Кальпиди, книга стихов «Ресницы» — малая премия.

Жюри:
- Пётр Вайль — председатель жюри.
- Никита Елисеев.
- Сергей Костырко.
- Марк Липовецкий.
- Андрей Турков.

### 1998
Финалисты:
- Юрий Давыдов, первая книга романа «Бестселлер» — большая премия.
- Виктор Астафьев, повесть «Весёлый солдат» — малая премия.
- Юрий Буйда, книга «Прусская невеста» — малая премия.

Жюри:
- Александр Агеев — председатель жюри.
- Ирина Роднянская.
- Роман Арбитман.
- Борис Кузьминский.
- Андрей Арьев.

### 1999
Финалисты:
- Виктор Соснора, книга стихов «Куда пошёл? И где окно?» — большая премия.
- Светлана Кекова, книга стихов «Короткие письма» — малая премия.
- Геннадий Русаков, цикл стихов «Разговоры с богом» — малая премия.

Жюри:
- Сергей Чупринин — председатель жюри.
- Виктор Топоров.
- Михаил Золотоносов.
- Алла Марченко.
- Сергей Боровиков.

### 2000
Финалисты:
- Вера Павлова, книга стихов «Четвёртый сон» — большая премия.
- Николай Кононов, роман «Похороны кузнечика» — малая премия.
- Алан Черчесов, роман «Венок на могилу ветра» — малая премия.

Жюри:
- Алла Латынина — председатель жюри.
- Андрей Василевский.
- Дмитрий Бавильский.
- Дмитрий Бак.
- Евгений Ермолин.

### 2001
Финалисты:
- Андрей Дмитриев, повесть «Дорога обратно» — большая премия.
- Леонид Зорин, роман «Трезвенник» — малая премия.
- Ольга Славникова, повесть «Бессмертный» — малая премия.
- Илья Кукулин — грант молодому критику.

Жюри:
- Евгений Сидоров — председатель жюри.
- Станислав Рассадин.
- Игорь Виноградов.
- Карен Степанян.
- Евгений Шкловский.

### 2002
Финалисты:
- Марина Вишневецкая, повесть «А.К.С. (опыт любви)» — большая премия.
- Сергей Гандлевский, роман «НРЗБ» — малая премия.
- Андрей Геласимов, повесть «Жажда» — малая премия.
- Дмитрий Шеваров — грант молодому критику.

Жюри:
- Андрей Немзер — председатель жюри.

### 2003
Финалисты:
- Юрий Арабов, роман «Биг-бит» — большая премия.
- С. Витицкий (Борис Стругацкий), роман «Бессильные мира сего» — малая премия.
- Виктор Пелевин, книга «Диалектика переходного периода (из ниоткуда в никуда)» — малая премия.

Жюри:
- Павел Басинский — председатель жюри.
- Наталия Иванова.
- Валентин Курбатов.
- Александр Генис.
- Самуил Лурье.

### 2004
Финалисты:
- Александр Кабаков, роман «Всё поправимо» — большая премия.
- Анатолий Королёв, роман «Быть Босхом» — малая премия.
- Лев Лосев, книга стихов «Как я сказал» — малая премия.

Жюри:
- Леонид Бахнов — председатель жюри.
- Александр Архангельский.
- Андрей Зорин.
- Лазарь Лазарев.
- Михаил Эпштейн.